# Équation de Fisher
L'équation de Fisher est une équation économique qui définit le taux d'intérêt nominal ({\displaystyle i}) comme le taux d'intérêt réel ({\displaystyle r}) auquel on ajoute l'inflation anticipée. Elle a été proposée par Irving Fisher.

## Concept

### Équationex ante
Le taux d'intérêt nominal est le taux d'intérêt non corrigé de l'inflation. L'inflation, qui est la hausse généralisée du niveau des prix, influe sur le taux d'intérêt. Ainsi, le taux d'intérêt nominal est déterminé par le taux d'intérêt réel, auquel il faut ajouter l'inflation anticipée. Fisher propose l'équation suivante : 
{\displaystyle i=r+\pi ^{e}}
où {\displaystyle i} est le taux d'intérêt nominal, {\displaystyle r} est le taux d'intérêt réel, et {\displaystyle \pi ^{e}} est le taux d'inflation attendu ou espéré.

### Équationex post
L'équation de Fisher est toutefois une équation ex ante. Elle définit l'inflation en amont de la borne temporelle étudiée. On peut définir l'inflation ex post, c'est-à-dire a posteriori. On procède alors ainsi : soit {\displaystyle K} une somme d'argent investie au taux {\displaystyle i}. Après une année sa valeur réelle est, compte tenu du taux d'inflation :
{\displaystyle K(1+r)={\frac {K(1+i)}{1+\pi }}}
d'où on tire:
{\displaystyle i=r+\pi +r\pi }
Étant donné que {\displaystyle r\pi } est une valeur négligeable, on obtient comme approximation l'équation de Fisher.

## Critiques et débats

### Vérification sur le court terme et le long terme
Frederic Mishkin a étudié l'équation de Fisher. Il montre que les évolutions des taux d'intérêt à court terme ne reflètent pas des modifications du taux d'inflation attendu, comme proposé par la théorie de l'effet de Fisher. En revanche, sur le long terme, l'inflation et le taux d'intérêt suivent la même tendance.
Une étude de Sun et Phillips indique que l'équation de Fisher serait fausse sur le long terme. La formule de Fisher peut être toujours utilisée ex post, mais alors il ne s'agit que d'une définition du taux d'intérêt réel.

### Absence de prise en compte de facteurs extérieurs
On admet aujourd'hui que l'équation de Fisher n'est pas un modèle adéquat pour expliquer le taux d'intérêt nominal. En particulier, il ne tient pas compte du risque de défaut comme dans le cas de titres grecs ou portugais.
En comparant le rendement d'une obligation avec taux d'intérêt indexé au taux d'inflation et celui d'une obligation classique, on peut déduire le taux d'inflation attendu. Ces comparaisons révèlent l'existence d'autres facteurs dans la détermination du taux d'intérêt.

### Applications aux analyses coût-avantage
Steve Hanke, Philip Carver et Paul Bugg soutiennent, dans un article de 1975, que l'équation de Fisher doit nécessairement être appliquée aux analyses coût-avantage afin de tenir compte de l'évolution des prix due à l'inflation.

## Postérité
L'équation de Fisher est au fondement d'une théorie économique postérieure appelée néofisherisme, qui inverse le lien de causalité classique entre inflation et taux d'intérêt, en soutenant que l'augmentation des taux d'intérêt cause une augmentation de l'inflation.